# Fabiola Bologna
Pour les articles homonymes, voir Bologna (homonymie).
Fabiola Bologna, née le 29 septembre 1972 à Sora (Italie), est une femme politique italienne.

## Biographie
Fabiola Bologna naît le 29 septembre 1972 à Sora.
Elle est élue députée Mouvement 5 étoiles (M5S) lors des élections générales de 2018. En avril 2020, elle annonce quitter le M5S.